# Ordre de bataille confédéré d'Olustee
Les unités et les commandants de l'armée des États confédérés ont combattu lors de la bataille d'Olustee de la guerre de Sécession. L'ordre de bataille de l'Union est indiqué séparément.

## Abréviations utilisées
- BG = Brigadier général
- Col = Colonel
- Ltc = Lieutenant-colonel
- Maj = Commandant
- Cpt = Capitaine
- Lt = Lieutenant

## District de l'est de la Floride
BG Joseph Finegan
| Brigade                                         | Régiments, bataillons et batteries |
| ----------------------------------------------- | --- |
| Brigade de Colquitt BG Alfred H. Colquitt       | - 6th Florida Battalion : Maj Pickens Bird (Capt John William Pearson) - 6th Georgia : Ltc John T. Lofton - 19th Georgia : Col James H. Neal - 23rd Georgia : Ltc James H. Huggins - 27th Georgia : Col Charles T. Zachry - 28th Georgia : Cpt William P. Crawford (Col Tully Graybill) - Artillerie de Chatham (Géorgie) : Cpt John F. Wheaton (4 pièces) - Artillerie de Gamble (Leon Light) (Floride) : Cpt Robert H. Gamble |
| Brigade d'Harrison Col George P. Harrison       | - 1st Florida Battalion : Ltc Charles F. Hopkins - 32nd Georgia : Maj Washington T. Holland (Col George P. Harrison) - 64th Georgia : Cpt Charles S. Jenkins (Col John W. Evans) - 1st Georgia Regulars : Cpt Henry A. Cannon - 28th Georgia Artillery Battalion (aussi connu come la bataillon de Bonaud. Une partie du 2nd Florida Infantry Battalion peut avoir été attaché à cette unité pendant la bataille. De plus, un détachement des conscrits de Floride est aussi présent.) - Artillerie d'Abell (Floride) (serving comme de l'infanterie) - Batterie de Guerard (Géorgie) : Cpt John M. Guerard (4 pièces) |
| Brigade de cavalerie de Smith Col Caraway Smith | - 4th Georgia Cavalry : Col Duncan L. Clinch Jr. - 2nd Florida Cavalry : Ltc Abner H. McCormick - 5th Florida Cavalry Battalion : Maj George W. Scott |